# Santa Terezinha (kommun i Brasilien, Pernambuco)
Santa Terezinha är en kommun i Brasilien.   Den ligger i delstaten Pernambuco, i den östra delen av landet, 1 500 km nordost om huvudstaden Brasília. Antalet invånare är 10 991.
Omgivningarna runt Santa Terezinha är huvudsakligen savann. Runt Santa Terezinha är det ganska glesbefolkat, med 48 invånare per kvadratkilometer.